# Krokocice (gromada)
Krokocice – dawna gromada, czyli najmniejsza jednostka podziału terytorialnego Polskiej Rzeczypospolitej Ludowej w latach 1954–1972.
Gromady, z gromadzkimi radami narodowymi (GRN) jako organami władzy najniższego stopnia na wsi, funkcjonowały od reformy reorganizującej administrację wiejską przeprowadzonej jesienią 1954 do momentu ich zniesienia z dniem 1 stycznia 1973, tym samym wypierając organizację gminną w latach 1954–1972.
Gromadę Krokocice siedzibą GRN w Krokocicach utworzono – jako jedną z 8759 gromad na obszarze Polski – w powiecie sieradzkim w woj. łódzkim, na mocy uchwały nr 38/54 WRN w Łodzi z dnia 4 października 1954. W skład jednostki weszły obszary dotychczasowych gromad Krokocice, Choszczewo, Wola Krokocka, Łobudzice, Wola Łobudzka i Lichawa oraz wieś Stefanów z dotychczasowej gromady Stefanów-Bąki ze zniesionej gminy Krokocice w tymże powiecie. Dla gromady ustalono 16 członków gromadzkiej rady narodowej.
1 lipca 1968 z gromady Krokocice wyłączono wieś Stefanów, włączając je do gromady Zygry w powiecie poddębickim w tymże województwie, po czym gromadę Krokocice zniesiono, właczając jej (pozostały) obszar do gromady Wielka Wieś w powiecie sieradzkim.